# 日本の三角測量の歴史
ここでは日本の三角測量の歴史（にほんのさんかくそくりょうのれきし）を扱う。

## 概要
日本の三角測量の歴史において、組織的には多くの担当部署が三角測量の業務を担ってきたが、本格的な導入から約100年以上を経過した現在、後継組織は省庁統廃合の繰り返しの中で、全てが国土交通省内に集約される結果となっている。

## 歴史
- 1650年 ユリアン・スヘーデルが砲術の一環として三角測量を日本に紹介する。しかし三角関数を使った計算による測距法は受け入れられず、その後は相似を利用した作図による測距法が紅毛法として普及していく[1][2]。
- 1869年 内務省地理寮の前身となる民部官庶務司戸籍地図掛が設置される。
- 1871年
  - 工部省に山尾庸三の提案で測量司が設置され、測量師長としてコリン・アレクサンダー・マクヴェインを雇い、測量、地図作製を開始。1872年5月に基線を設定し、皇居富士見櫓下ほか東京府下に13の三角点を設置。
  - 兵部省に陸軍参謀局間諜隊諜報係が設置される。偵察のほか地図の作製も業務となる。
- 1873年 お雇い外国人ジェームス・ワッソン(James Robert Wasson)、モルレー・デイ(Murray Simpson Day)（ともにアメリカ人）らが北海道勇払、鵡川間に基線を設置[3]。翌年には彼らの指導により、北海道道南および道央地域50点の三角測量が行われた。
- 1874年 工部省の測量司が内務省へ移管。後に地理寮と改名され、さらに測量部門は同寮量地局として縮小された。
- 1875年 地理寮が関東地方を主眼においた関八州大三角測量を開始。
- 1877年 内務省地理寮が地理局へ改称。参謀本部に地図課、測量課が設置。
- 1878年 関八州大三角測量を全国三角測量に改め、対象を全国へ拡大。那須野基線制定。
- 1879年 参謀本部が全国測量計画を策定。
- 1881年 参謀本部が試験的に東京湾で三角測量を実施。以降、内務省と平行して三角測量が試みられる。
- 1882年
  - 長さの単位がヤード・ポンド法からメートル法に改められる。
  - 測量技術の習得を目的にドイツ留学を行っていた陸軍工兵大尉・田坂虎之助が帰国。内務省所管のイギリス流測量法、もしくは従来の陸軍のフランス流[4][5]に対して、陸軍のドイツ流測量法が浸透し始める。田坂は「三角測量説約」をまとめる。
- 1883年
  - 参謀本部が相模野基線を設定。
  - 大三角測量が100点を突破（この頃に測量された三角点を大三角点と称することがある）。
- 1884年
  - 内務省地理局所管の陸上測量業務が参謀本部へ移管（海域については海軍水路部（現在は海上保安庁海洋情報部）が担うこととなった）。日本の測量技術がドイツ流に統一される。
  - 一等三角点の設置と平行に二等三角点以下の設置も進められる。
  - 一等三角点「東京」を設置、仮経緯度原点と決定。
  - 参謀本部の地図課・測量課を合せて測量局設置。新たに三角測量課、地形測量課を設置。
- 1888年 陸地測量部条例公布。参謀本部陸地測量部が発足。
- 1891年 内務省地理局廃止。気象業務については中央気象台（後の気象庁）を新設して移管。
- 1892年 東京天文台子午環の中心を日本経緯度原点と設定。
- 1897年 富士山山頂付近に四等三角点が設置される。
- 1900年 一等三角点の下に盤石の設置を開始。
- 1907年 未踏峰と考えられていた剱岳に陸地測量官柴崎芳太郎らが登頂に成功。頂上で修験者が遺したと考えられる錫杖などを発見した。三角点設置は果たせず。
- 1910年 小笠原諸島の三角測量が始まる。
- 1913年 現在の日本国内（台湾などを除く）の一等三角点の測量が終了。明治成果として取りまとめられる。現在の北方領土および千島列島については、1915年以降着手。
- 1945年 終戦により参謀本部が解体、即時に内務省地理調査所が設置される。
- 1947年 連合国軍最高司令官総司令部により一等三角点の改測が指示される。内務省地理調査所により改測が始まる。
- 1960年 地理調査所が国土地理院と改称。改測を引き継ぐ。
- 1967年 一等三角点の改測が終了。明治成果に対して昭和成果とされる。
- 2002年 電子基準点の整備が完了。ほぼ恒久的な観測体制が構築される。

## 参考資料
- 小曽根淳、『紅毛流測量術の起源とその教育的、科学史的意義について』、2011年度科学研究費症例研究。研究課題番号：23909014
- 小曽根淳「紅毛流として伝来した測量術について(I) (数学史の研究)」『数理解析研究所講究録』第1787巻、京都大学数理解析研究所、2012年4月、127-137頁、CRID 1050845760697354752、hdl:2433/172777、ISSN 1880-2818。